# راتکووو (اوجاتسی)
راتکووو (به صربی: Ratkovo) یک منطقهٔ مسکونی در صربستان است که در استان خودمختار وویوودینا واقع شده‌است. راتکووو ۳٬۴۱۱ نفر جمعیت دارد و ۹۱ متر بالاتر از سطح دریا واقع شده‌است.